# Watzmann
Watzmann là một ngọn núi ở dãy Bayerischer Alpen ở phía nam của làng Berchtesgaden. Nó là ngọn núi  cao thứ ba ở Đức, và là ngọn cao nhất nằm hoàn toàn trên lãnh thổ Đức.
Ba đỉnh núi chính nằm trên trục bắc nam: Hocheck (2.651 m), Mittelspitze (Đỉnh giữa, 2.713 m) và Südspitze (Đỉnh Nam, 2.712 m).
Khối núi Watzmann cũng bao gồm Watzmannfrau 2.307 m (Vợ của Watzmann, còn được gọi là Kleiner Watzmann hoặc Watzmann nhỏ), và Watzmannkinder (con cái Watzmann), năm đỉnh thấp hơn ở phần lõm giữa các đỉnh chính và Watzmannfrau.
Toàn bộ khối núi nằm trong Công viên Quốc gia Berchtesgaden.